# Laurent Versini
Laurent Versini (n. 1932) especialista en literatura del siglo XVIII, es profesor emérito de literatura francesa de la Sorbona (París IV), y destacado estudioso de Choderlos de Laclos, Montesquieu y Diderot.

## Trayectoria
Tras estudiar en la Escuela Normal Superior y conseguir la agregación, fue profesor en la Facultad de letras de Nancy. Luego pasó a París, y se jubiló en la Sorbona. Se consideraba discípulo del estudioso de la literatura y la cultura Jean Fabre. 
Su trabajo sobre La novela epistolar, de 1979, sobre ese género tan difundido en la Europa de las Luces, tuvo eco académico.
Laurent Versini trabajó notablemente sobre Choderlos de Laclos: Laclos et la tradition, 1968; edición de Laclos, Œuvres complètes, Gallimard, Bibliothèque de la Pléiade, 1979. 
Más recientemente ha destacado por sus trabajos sobre Diderot: hizo una importante publicación de sus Œuvres, en 5 volúmenes (Robert Laffont, Bouquins, 1994-1997), fue responsable de la edición de sus cartas a Sophie Volland (traducidas en España por Acantilado), y escribió una monografía: Diderot alias Frère Tonpla, 1996.
Y a lo largo de los años se ha volcado sobre Montesquieu: hizo la edición de sus Lettres persanes, Imprimerie nationale, 1986, y De l'esprit des lois, Gallimard, Folio, 1995, y ha publicado de continuo en el siglo XXI sobre el pensador.

## Obras
- Laclos et la tradition. Essai sur les sources et la technique des Liaisons dangereuses, Klincksieck, 1968.
- Le roman épistolaire, PUF, 1979.
- Le XVIIIe siècle, littérature française, Éditeur Presses universitaires de Nancy, 1988.
- Diderot alias Frère Tonpla, Hachette, 1996.

Sobre Montesquieu:
- "Les traités du bonheur de Montesquieu", en La quête du bonheur et l’expression de la douleur. Mélanges offerts à Corrado Rosso, Gibrebra, Droz, 1995, pp. 53-59.
- "L’humour de Montesquieu", en Les Styles de l’esprit, Mélanges offerts à Michel Lioure, Clermont-Ferrand, Association des publications de la Faculté des Lettres et Sciences humaines, 1997, pp. 105-112.
- "Sources vraies et fausses de L’Esprit des lois", en Colloque de Bordeaux, Burdeos, 2000, pp. 101-110.
- "Aphorisme et ironie. L’exemple de Diderot et Montesquieu", en Configurazioni dell’aforisma. Ricerca sulla scritura aforistica, Corrado Rosso (éd.), Bolonia, CLUEB, 2000, t. 3, p. 89-100.
- Baroque Montesquieu, Ginebra, Droz, 2004.
- "Montesquieu et le grand homme", en Travaux de littérature, 2005, n° 18, p. 255-270.
- "Liberté, justice et modération dans la pensée de Montesquieu", en Montesquieu, la justice, la liberté, 2007 pp. 91-100.
- "Christianisme de Montesquieu", en Philosophie des Lumières, valeurs chrétiennes. Hommage à Marie-Hélène Cotoni, Christiane Mervaud et Jean-Marie Seillan (ed.), París, L’Harmattan, 2008, pp. 93-104.
- "Montesquieu, une spiritualité post-tridentine", ADIREL La Spiritualité des écrivains, 2008, n° 21, pp. 191-204.

## Enlaces
- Versini

- Datos: Q5475671